# Wesleyan Methodists football 1875
La stagione 1875 dei Wesleyan Methodists football rappresenta la prima stagione di college football per la Wesleyan University.  L'unica gara approntata fu la sconfitta patita a New Haven contro Yale con il punteggio di 6-0 Non si conosce, se ve ne è stato uno, il nome dell'allenatore.

## Schedule
| 11-20-1875           | at Yale* | New Haven, CT | L 0-6 |
| *Gare non-conference |          |               |       |